# Голубая чашка (фильм)
«Голубая чашка» — телевизионный фильм, снятый в 1965 году по одноимённому рассказу Аркадия Гайдара. Премьера фильма на телевидении состоялась 14 марта 1965.

## Сюжет
Папа, мама и шестилетняя Светлана отправились провести папин отпуск на даче. Папа и Светлана мечтали, что будут отдыхать и купаться, но мама сначала заставила их навести порядок и прибраться на даче. Тут ещё на беду незадачливые отдыхающие мастерили деревянную вертушку на крыше. Потом оказалось, кто-то разбил любимую мамину голубую чашку. У мамы совсем испортилось настроение, и она уехала в город.
Расстроенные папа и Светлана взяли походную сумку и отправились прочь из дому. По дороге они знакомятся с местными мальчишками и девчонками, заводят новые знакомства и слушают разные истории. Целый день они бродили и вернулись назад. Дома их ждёт мама, которая всё им простила, и её простили все.

## В ролях
- Люба Чумакова — Светлана
- Юрий Горобец — папа Светланы
- Светлана Жгун — Маруся, мама Светланы
- Борис Чирков — папа Валентины
- Светлана Харитонова — Валентина
- Женя Петунин — Санька Карякин
- Владимир Удалов — Пашка Букамашкин
- Марина Антипова — Берта
- Нияз Иманкулов — Фёдор, сын Валентины
- Павел Винник — грибник
- Ирина Мурзаева — молочница
- Владимир Калмыков — эпизод
- Александра Денисова — старуха
- Владимир Андреев — эпизод